# Bassin salifère de Franche-Comté
| - Sel gemme et houille |
| - Sel gemme seul       |
| - Sources salées       |

Le bassin salifère de Franche-Comté s'est formé au Trias supérieur sur le flanc nord-ouest du massif du Jura et traverse la Franche-Comté en diagonale, du sud-est de la Haute-Saône jusqu’au centre du département du Jura.
Le gisement se situe principalement dans le Jura et dans le Doubs, de l'Antiquité au XXIe siècle, mais aussi en Haute-Saône du XIIe au XXe siècle où il côtoie la houille du keuper exploitée sur place pour l'évaporation de la saumure, ce qui permet aux compagnies minières de diminuer le coût de revient du sel. Cette activité est liée à la chimie industrielle depuis le XIXe siècle.

## Formation des gisements de sel

La formation du gisement.

Durant le Trias supérieur (215 millions d’années), la mer Panthalassa qui recouvre tout l'est de la France (partie intégrante du supercontinent Pangée) se retire et laisse une lagune peu profonde de saumure d'eau de mer qui par évaporation forme une très importante couche de plus de 100 mètres d'évaporite (contenant du sel halite / sel gemme)... recouverte avec le temps par différentes couches de sédimentation (plus de 200 mètres de marne et de calcaire). Le massif du Jura se forme il y a 35 millions d’années (Priabonien) par la compression / plissement exercée par les Alpes vers l'ouest (géologie du massif du Jura). La couche d'évaporite remonte par endroits vers la surface selon la forme des plis et l’érosion. De l’eau s’infiltre dans le sol par endroits, circule dans les gisements de sel puis resurgit par résurgence.
Les principaux gisements de sel industriels historiques du Jura se situent entre Besançon et la Bresse, en bordure des premiers contreforts du massif du Jura, avec les deux principales Lons-le-Saunier (Ledo Salinarius, ville du sel en latin, salines de Lons-le-Saunier) et Salins-les-Bains (source de la Muire, salines de Salins-les-Bains), mais également les gisements à Montmorot, Tourmont, Grozon, Poligny, Miserey-Salines, il se prolonge en Haute-Saône et au-delà de la Franche-Comté, jusqu’en Lorraine, Champagne-Ardenne, Allemagne, Pologne et jusqu’en Bresse et aux Alpes.
Ce gisement est dissocié en deux parties : une première caractérisée par des dépôts de lagunes peu profondes et une seconde caractérisée par des dépôts de lagune. La première partie est composée de trois couches salifères sur une épaisseur de plus de 250 m ; une fine couche de grès à roseaux sépare les deux parties stratigraphiques ; la seconde partie est composée de marnes à gypse, d'anhydrite, de marnes rouges, de dolomie et de marnes irisées ainsi qu'un gisement houiller morcelé. Les grès et schistes du Rhétien achèvent la série sur une épaisseur d'environ 15 m,.

## Exploitation

### De la préhistoire au Moyen Âge
Des traces d'extraction de sel datées du Néolithique sont retrouvées à Grozon et Gouhenans (4821 à 4534 av. J.-C.). L'extraction débute à Grozon vers 3900-3540 av. J.-C. Avec le peuplement de la région, l'exploitation s'intensifie XIIIe siècle av. J.-C..
Des vestiges d'une saunerie du Haut Moyen Âge (VIIe siècle) sont découverts pour la première fois à Grozon en septembre 2014 lors d'une fouille préventive qui permet la mise au jour de fondations de bâtiments en bois et en pierre,.

### Temps modernes puis nationalisation à la Révolution
Avant la Révolution française, les salines exploitées en Franche-Comté sont celles de Montmorot et Salins-les-Bains dans le Jura, Arc-et-Senans dans le Doubs, Saulnot dans la Haute-Saône. Ces mines sont nationalisées et deviennent le monopole de l'État qui fonde une régie avec actions : la Société des salines et mines de sel de l’Est, pour exploiter tout le sel gemme de Franche-Comté et de Lorraine. Ce système est contesté par certains habitants locaux et hommes politiques libéraux. La saline de Gouhenans est alors mise en activité illégalement en 1831 par deux entrepreneurs.

### Libéralisation duXIXesiècle
Le marché du sel est finalement libéralisé en Franche-Comté et en Lorraine par la loi du 17 juin 1840 avec un système de concessions accordé à des compagnies privées, mais qui reste encadré par l'administration minière.
Les salines de Montmorot, Salins-les-Bains et Arc-et-Senans sont vendues aux enchères en 1843, pendant que trois concessions sont accordées en Haute-Saône : celle de Gouhenans est régularisée, la concession de Mélecey-Fallon qui entre en exploitation en 1850 et la concession des Époisses en 1848, limitrophe de Gouhenans, qui reste inexploitée. Une autre concession, celle de Grozon, est accordée dans le Jura en 1845. Des procès entre entrepreneurs éclatent dans ces nouvelles concessions, en raison des convoitises qu'elles suscitent à la suite de la brusque ouverture du marché salicole. La saline de Gouhenans est touchée par le scandale Teste-Cubières, une affaire de corruption jugée par la Cour des Pairs en juillet 1847. Le projet de rachat et de regroupement des trois salines de Montmorot, Salins-les-Bains et Arc-et-Senans en une Société anonyme des anciennes salines royales de l’Est par Jean-Marie de Grimaldi avec des capitaux espagnols est refusée par le Conseil d'État en 1847 en 1855, craignant une monopolisation du marché privé. En 1862, la Société anonyme des anciennes salines domaniales de l'Est voit finalement le jour et forme avec d'autres sociétés le cartel du « syndicat de Nancy ». Dans les décennies suivantes, de nouvelles concessions concurrentes sont accordées dans le Doubs et le Jura : Miserey en 1868 à des entrepreneurs de Besançon, Châtillon-le-Duc  en 1875, Pouilley-les-Vignes en 1889, Perrigny en 1892, à Poligny en 1894, Serre-les-Sapins en 1898 (inexploitée). Toutes seront absorbées par la cartellisation qui reprend dès 1877. Les autorités ont d’abord accordé toutes ces concessions pour favoriser la concurrence, mais elles cessent ensuite pour consolider le cartel du sel franc-comtois à la suite de la crise de surproduction et de la fermeture des salines de Mélecey, Grozon, Arc-et-Senans et Montferrand. C'est pour ces raisons que deux concessions sont refusées le 31 juillet 1907 par l'administration des mines.

### Déclin duXXesiècle
Le sel des Salines de Franche-Comté est commercialisé jusqu’en 1962.